# Martin P. Robinson
Martin P. Robinson (Dearborn, Michigan, 9 maart 1954) is een Amerikaans poppenspeler en -maker die werkt voor de Jim Henson Company. Hij ontwierp, bouwde en speelde de poppen voor Frank Oz' film Little Shop of Horrors. Het bekendst is hij waarschijnlijk van zijn werk voor Sesamstraat, dat hij sinds 1980 verricht. Hij speelt vooral poppen die niet voorkomen in de Nederlandse versie van dit programma, zoals Snuffleupagus. Zijn bekendste personage dat wel geregeld is te zien op de Nederlandse buis is Teevee Monster. Daarnaast zat hij in het pak van de boer in de Jim Henson-film The Tale of the Bunny Picnic (1986) en verzorgde hij de op afstand bestuurde gezichtsuitdrukkingen van de Turtle Leonardo in Teenage Mutant Ninja Turtles (1990).
In augustus 2008 trouwde hij met Sesamstraat-schrijfster Annie Evans op de set van dit programma, in de Kaufman Astoria Studios in New York.